# 投技
投技（なげわざ）は、柔道の技の分類の一つ。柔道における投げ技である。
嘉納治五郎は柔道創設にあたり「起倒流を学んで投技の妙味を悟って以来、柔道の技術方面の修行に投技の特に重んべきことを信ずるに至」とし、「乱取りにおいては立勝負に重きをおき、寝勝負は比較的軽く見るを適当とする」とした。
柔道では関節を極めながらの投げは関節技とされ、当て身を施しながらの投げは当身技とされ、投げ技には含まれない。乱取り試合競技では、相手の背中を畳に着けるように投げることを目的とする。また、乱取り試合においては関節を極めながら投げると反則ではないがスコアは取れない。さらに2018年から国際ルールではこれらを含め立ち姿勢での関節技は反則となる。

## 投技の分類
講道館柔道の投技は68本あり、手技（てわざ）16本、腰技（こしわざ）10本、足技（あしわざ）21本、捨身技（すてみわざ）のうち真捨身技（ますてみわざ）5本、横捨身技（よこすてみわざ）16本、に分類される。
手技、足技、腰技は天神真楊流の乱捕技の影響が強い。

### 手技
- 一本背負投（いっぽんせおいなげ）
- 踵返（きびすかえし）※
- 肩車（かたぐるま）※
- 小内返（こうちがえし）
- 朽木倒（くちきたおし）※
- 双手刈（もろてがり）※
- 帯落（おびおとし）
- 帯取返（おびとりがえし）※
- 背負投（せおいなげ）
- 背負落（せおいおとし）
- 隅落（すみおとし）
- 掬投（すくいなげ）※
- 体落（たいおとし）
- 内股すかし（うちまたすかし）
- 浮落（うきおとし）
- 山嵐（やまあらし）

※の技は、2009年から国際ルールでは手で脚をつかんで攻撃することが制限されたので使用困難となった。詳しくは組み手 (柔道)#脚掴みの禁止を参照のこと。

### 腰技
- 跳腰（はねごし）
- 払腰（はらいごし）
- 腰車（こしぐるま）
- 大腰（おおごし）
- 袖釣込腰（そでつりこみごし）
- 釣腰（つりごし）
- 釣込腰（つりこみごし）
- 浮腰（うきごし）
- 後腰（うしろごし）
- 移腰（うつりごし）

### 足技
- 足車（あしぐるま）
- 出足払（であしばらい[4]、であしはらい[5][6]）
- 膝車（ひざぐるま）
- 跳腰返（はねごしかえし）
- 払腰返（はらいごしかえし）
- 払釣込足（はらいつりこみあし）
- 小外刈（こそとがり）
- 小外掛（こそとがけ）
- 小内刈（こうちがり）
- 送足払（おくりあしばらい[4]、おくりあしはらい[5][6]）
- 大外返（おおそとがえし）
- 大外車（おおそとぐるま）
- 大車（おおぐるま）
- 大外刈（おおそとがり）
- 大外落（おおそとおとし）
- 大内刈（おおうちがり）
- 大内返（おおうちがえし）
- 支釣込足（ささえつりこみあし）
- 燕返（つばめがえし）
- 内股（うちまた）
- 内股返（うちまたがえし）

### 真捨身技
- 引込返（ひきこみがえし）
- 隅返（すみがえし）
- 巴投（ともえなげ）
- 俵返（たわらがえし）
- 裏投（うらなげ）

### 横捨身技
- 抱分（だきわかれ）
- 跳巻込（はねまきこみ）
- 払巻込（はらいまきこみ）
- 大外巻込（おおそとまきこみ）
- 外巻込（そとまきこみ）
- 谷落（たにおとし）
- 内巻込（うちまきこみ）
- 内股巻込（うちまたまきこみ）
- 小内巻込（こうちまきこみ）
- 浮技（うきわざ）
- 横掛（よこがけ）
- 横車（よこぐるま）
- 横落（よこおとし）
- 横分（よこわかれ）
- 蟹挟（かにばさみ）※禁止技
- 河津掛（かわずがけ）※禁止技

## 上記以外の技
- 抱上（だきあげ）

2017年に省かれることになった。
- 腕返

俗称。片襟逆袖からの横分。関節を極めながら投げることも多い。 
- 手車

俗称。別名手内股。
- 釣落（つりおとし）

両手で相手の両襟を持ち、相手が反動で前隅に出たのを機に相手を釣り上げ、自身の体を後方に倒し、相手が前転するように後方に投げる。明治時代の五教の技、投の形にあり。のちに削除。
- 分れ（わかれ）

古式の形にあり。
- 車投

1982年の「講道館柔道の投技の名称」制定に向けて講道館では新名称の候補に挙がったが、採用されなかった。
- 手巴投（てともえなげ）[9][10]

巴投の様な真捨身技を足を使わないで行う。左手で受の右袖、右手で受の前帯を取り、受の懐に潜り込んで右手とブリッジで左後に受を投げる。